# Plakina atka
Plakina atka är en svampdjursart som beskrevs av Lehnert, Stone och Heimler 2005. Plakina atka ingår i släktet Plakina och familjen Plakinidae. Inga underarter finns listade i Catalogue of Life.